# William Joseph Wright
William (Bill) Joseph Wright (ur. 26 października 1952 w Waszyngtonie, zm. 13 listopada 2021 w Maitland) – australijski duchowny rzymskokatolicki, w latach 2011–2021 biskup diecezjalny Maitand-Newcastle. 

## Życiorys
Święcenia kapłańskie przyjął 20 sierpnia 1977 w archidiecezji Sydney. Pracował głównie jako duszpasterz parafialny, był także m.in. wicerektorem seminarium w Manly oraz sekretarzem Catholic School Board.
4 kwietnia 2011 papież Benedykt XVI mianował go biskupem Maitand-Newcastle. Sakry udzielił mu 15 czerwca 2011 kardynał George Pell, arcybiskup metropolita Sydney.
Zmarł na raka 13 listopada 2021. 